# 6223 Dahl
6223 Dahl è un asteroide della fascia principale. Scoperto nel 1980, presenta un'orbita caratterizzata da un semiasse maggiore pari a 2,7366847 UA e da un'eccentricità di 0,1181590, inclinata di 3,85344° rispetto all'eclittica.
Ha preso il nome dallo scrittore e aviatore britannico Roald Dahl.